# Almôra
Almôra — музыкальный проект из Турции, основанный в 2001 году музыкантом Сонером Джанёзером (тур. Soner Canözer). Коллектив в своей музыке сочетает классический пауэр-спид-метал с элементами фольклора, готики и симфонического метала. Необычность звучания группе придают классические инструменты, в числе которых скрипка, флейта и турецкие барабаны.

## История
После выхода сингла «Standing Still & Cyrano» в 2002 году на турецком лейбле Zihni Müzik в том же году вышел первый студийный альбом — Gates of Time. Следующим крупным событием в истории проекта стал выход второго студийного альбома Kalihora's Song, который получил известность за рубежом.
В 2004 году был выпущен Shehrâzad, третий студийный альбом группы. Газета Milliyet и журнал Blue Jean включили его в пятёрку лучших альбомов всех времён в истории турецкой рок-музыки. В частности, в Японии альбом получил признание, а две песни даже были включены в музыкальную программу известной японской театральной труппы Takarazuka Revue.
В 2006 году коллектив выпустил новый альбом, который получил название 1945. В записи принял участие тенор турецкой оперы Хакан Айсев (тур. Hakan Aysev).
Через два года группой был выпущен пятый по счёту студийный альбом Kıyamet Senfonisi, в записи которого принял участие известный турецкий рок-музыкант Огюн Санлысой (тур. Ogün Sanlısoy).

## Состав

### Современный состав
- Soner Canözer — гитара (с 2001)

## Дискография

### Турецкие релизы

#### Студийные альбомы
- 2002 — Gates of Time
- 2003 — Kalihora's Song
- 2004 — Shehrazad
- 2006 — 1945
- 2008 — Kıyamet Senfonisi

#### Синглы
- 2002 — «Standing Still & Cyrano» (single 2002)
- 2007 — «Cehennem Geceleri — Hell Nights» (single 2007)

### Релизы в других странах
- 2005 — Shehrazad (Япония, M&I Records)
- 2006 — Shehrazad (Мексика, Moon Records)
- 2006 — Kalihora's Song (Мексика, Moon Records 2006)
- 2006 — 1945 (Япония, M&I Records)
- 2006 — 1945 (Мексика, Moon Records)
- 2007 — Gates of Time (Мексика, Moon Records)

### Видеоклипы
- Shehrazad (альбом Shehrazad)
- Cehennem Geceleri — Hell Nights (сингл «Cehennem Geceleri — Hell Nights»)
- Su Masalı — The River’s Tale (альбом Kıyamet Senfonisi)
- Kıyamet Senfonisi (альбом Kıyamet Senfonisi)
- Tılsım — Talisman (альбом Kıyamet Senfonisi)